# Tableau noir (film)
Pour l’article homonyme, voir Tableau noir.
Pour plus de détails, voir Fiche technique et Distribution.
Tableau noir est un film documentaire suisse réalisé par Yves Yersin, sorti en 2013.
Il a remporté quatre prix au Festival international du film de Locarno en 2013.

## Synopsis
Tableau noir est la chronique de la vie d'une petite école située dans le canton de Neuchâtel en Suisse, qui réunit des élèves de 6 à 12 ans pendant une année scolaire qui pourrait être la dernière année d'existence de l'école.

## Fiche technique
- Réalisation : Yves Yersin
- Durée: 117 minutes[2]
- Dates de sortie :
  - 12 août 2013 : Festival international du film de Locarno
  - 22 septembre 2013 : Festival du Film Français d'Helvétie de Bienne
  - 16 octobre 2014 : Allemagne

## Distinctions
- Compétition internationale- Mention spéciale
- Mention spéciale du Jury Œcuménique[3]
- Prix Europa Cinémas
- Prix Jury des Jeunes